# Rowan Atkinson
Rowan Sebastian Atkinson (Consett, 6 gennaio 1955) è un attore, comico e sceneggiatore britannico, noto per aver interpretato Edmund nella serie Blackadder degli anni '80, Mr. Bean dagli anni '90 e grazie al quale personaggio è salito alla ribalta internazionale, l'agente segreto Johnny English nell'omonima trilogia dagli anni 2000 e il commissario Maigret nell'omonima serie televisiva del 2016. Nel corso della sua carriera è riuscito ad alternare personaggi comici basati sia sulla comicità fisica che su dialoghi fatti di frasi fatte e modi di dire prettamente britannici.

## Biografia
Ultimo di quattro fratelli (Paul, morto quando era ancora bambino, Rodney, economista e politico, e Rupert), figlio di Eric, contadino e direttore d'azienda, e di Ella May Bainbdridge, Atkinson entrò a 11 anni alla Durham Chorister School, nello stesso periodo in cui era presente anche Tony Blair. Dopodiché ha frequentato l'Università di Newcastle e il The Queen's College dell'Università di Oxford, dove si è laureato in ingegneria elettrica, oltre ad aver collaborato con Robert Musin. Dopo la laurea avviene l'incontro con Richard Curtis, con cui è entrato nel mondo della comicità e ha cominciato a recitare. Ha debuttato nel programma Not the Nine O'Clock News (1979-1982) sulla BBC2.
Nel corso degli anni, oltre a dare vita a diversi personaggi comici anche di fama mondiale, ha recitato anche in film di vario genere, in molte recite teatrali ed è apparso in molte trasmissioni televisive in varie vesti e ruoli. Nel 2009 ha interpretato il ruolo di Fagin nel revival londinese del musical Oliver!, incidendone il disco.
Nel 2012 ha partecipato alla cerimonia d'apertura delle Olimpiadi come Mr. Bean in una scenetta comica nel corso della performance del tema musicale Chariots of Fire.
L'asteroide 19535 Rowanatkinson, scoperto nel 1999, è stato chiamato così in suo onore.

### Blackadder(1983-1989)
Il primo importante progetto per Atkinson fu la sitcom ad ambientazione storica Blackadder, nella quale interpreta in diverse epoche storiche Edmund, un suddito maldestro ed egoista di varia estrazione sociale che tenta sempre di cavarsela da situazioni difficili ed impreviste. Furono prodotte 4 serie da 6 episodi ciascuno, dal 1983 al 1989. La comicità della sitcom è in buona parte dovuta alle molte battute e frasi fatte tipiche del mondo britannico, il che ne ha limitato per molto tempo la diffusione ai soli paesi anglosassoni e poco oltre (in Italia tale sitcom arrivò solo nel 2007). La sitcom ha ricevuto notevoli apprezzamenti da parte del pubblico britannico ed è tra quelle più ricordate.

### Mr. Bean(1990-2021)

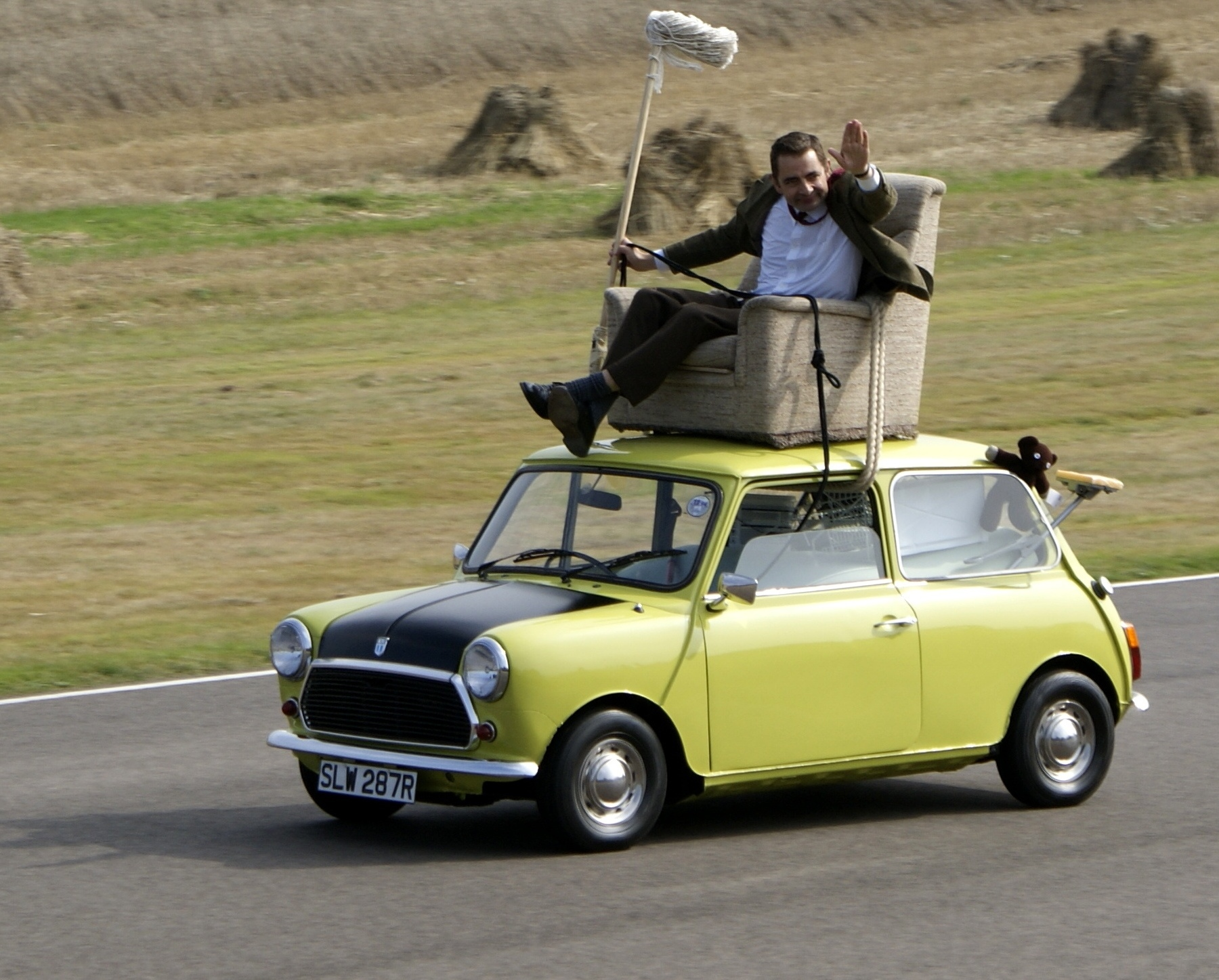
Rowan Atkinson su di una Mini nel 2009, riprendendo una famosa scena della serie Mr. Bean.

Il personaggio comico che ha, però, lanciato Atkinson a livello internazionale è stato quello di Mr. Bean, a partire dal 1990. La serie originale del 1990-1995, di successo mondiale quasi immediato, viene seguita da un vero e proprio film nel 1997, Mr. Bean - L'ultima catastrofe, e poi da un altro nel 2007, Mr. Bean's Holiday.
Mr. Bean è un infantile e maldestro uomo britannico, ritratto in scene di vita quotidiana in cui finisce sempre per combinare disastri. Le caratteristiche principali del personaggio sono un completo marrone sempre uguale in ogni puntata, un'utilitaria Mini di colore verde acido con una portiera che si chiude con un lucchetto targata "SLW 287R" (Slow Later) e un orsacchiotto di peluche di nome Teddy come migliore amico. Bean non parla praticamente mai, vive solo da sempre e a volte frequenta – con esiti spesso disastrosi – una ragazza, Irma Gobb.
La sua auto è spesso in conflitto con una Reliant Regal Supervan III celeste, targata GRA 26K, che urta in azzardati sorpassi, spinge per farsi spazio nei parcheggi o che viene evitata da Bean quando il proprietario si ferma per dargli un passaggio.
L'interpretazione di Rowan Atkinson è entrata nell'immaginario collettivo di tutto il mondo per la sua dissacrante e surreale ironia.
Il 5 gennaio 2021 l'attore ha annunciato che non interpreterà più Mr. Bean personalmente, ma rimarrà attivo nel doppiaggio dell'omonimo cartone animato.

### The Thin Blue Line(Sbirri da sballo) (1995-1996)
Dopo aver raggiunto un enorme successo, Atkinson e alcuni produttori decidono già nel 1995 di ideare e mettere in produzione una nuova sitcom, The thin blue line (titolo italiano: Sbirri da sballo), questa volta ambientata in una normale stazione di polizia di una cittadina britannica, in cui Atkinson impersona il capitano della stazione stessa Fowler che si ritrova spesso a litigare con il reparto investigativo della stazione (che nel Regno Unito fano parte del CID) sulla divisione delle competenze e sull'efficienza investigativa dei due reparti. Prodotta in due stagioni da 7 episodi ciascuna, in questa serie Atkinson torna ad usare dialoghi conditi di frasi fatte e di modi di dire britannici come aveva fatto in Blackadder, sebbene il personaggio da lui interpretato sia ormai influenzato dalla comicità fisica di Mr. Bean, come sarebbe successo anche in seguito.

### Johnny English(2003-2018)
Negli anni 2000 Atkinson idea e crea un nuovo personaggio, quello del maldestro agente segreto del MI7 Johnny English. Atkinson aveva avuto realmente una piccola parte nel film della saga di James Bond del 1983 Mai dire mai e decise in seguito di farne una parodia nel 2000 a seguito di una pubblicità per le carte di credito Barclaycard. Al primo film del 2003 ne seguono altri due negli anni '10 e la serie completa riesce a ottenere un discreto successo mondiale, con un guadagno totale pari a quasi 5 volte il budget di produzione.

## Vita privata
Atkinson è stato sposato per 23 anni con la truccatrice Sunetra Sastry, con la quale ha avuto due figli: Benjamin Alexander Sebastian Atkinson  (nato nel 1993) e Lily Grace Atkinson (nata nel 1995). I due hanno annunciato il divorzio nel febbraio del 2014; in seguito iniziò una relazione con l'attrice Louise Ford, con cui nel 2017 ha avuto una figlia, Isla May.
Atkinson è un accanito collezionista di auto d'epoca e ne possiede molte tra cui anche una Ferrari e una Aston Martin. Scrive anche articoli per Car, una rivista britannica dedicata a chi ama le auto e nel maggio 2011 ha partecipato alla Mille Miglia alla guida di una BMW 328. Ha anche partecipato al programma Top Gear nella sezione Star in a Reasonably-Priced Car guidando la Kia Cee'd con il tempo di 1:42.2.
L'attore ha rischiato più volte di perdere la vita a bordo di mezzi di trasporto: nel 1999 uscì indenne da un incidente automobilistico, nel 2001 in Kenya rischiò la vita mentre stava volando su un aereo privato insieme alla sua famiglia, a causa di uno svenimento del pilota, e nel 2011 ebbe un brutto incidente automobilistico con la sua McLaren F1 a Haddon.
Suo fratello Rodney, un economista euroscettico e commentatore televisivo, è stato candidato per la direzione dello UKIP nell'anno 2000, perdendo per 16 voti contro Jeffrey Titford.

## Filmografia

### Attore

#### Cinema
- Mai dire mai (Never Say Never Again), regia di Irvin Kershner (1983)
- Due metri di allergia (The Tall Guy), regia di Mel Smith (1989)
- Chi ha paura delle streghe? (The Witches), regia di Nicolas Roeg (1990)
- Hot Shots! 2 (Hot Shots! Part Deux), regia di Jim Abrahams (1993)
- Quattro matrimoni e un funerale (Four Weddings and a Funeral), regia di Mike Newell (1994)
- Mr. Bean - L'ultima catastrofe (Bean: The Ultimate Disaster Movie), regia di Mel Smith (1997)
- Maybe Baby, regia di Ben Elton (2000)
- Rat Race, regia di Jerry Zucker (2001)
- Scooby-Doo, regia di Raja Gosnell (2002)
- Johnny English, regia di Peter Howitt (2003)
- Love Actually - L'amore davvero (Love Actually), regia di Richard Curtis (2003)
- La famiglia omicidi (Keeping Mum), regia di Niall Johnson (2005)
- Mr. Bean's Holiday, regia di Steve Bendelack (2007)
- Johnny English - La rinascita (Johnny English Reborn), regia di Oliver Parker (2011)
- Johnny English colpisce ancora (Johnny English Strikes Again), regia di David Kerr (2018)
- Wonka, regia di Paul King (2023)

#### Televisione
- Not the Nine O'Clock News – serie TV, 28 episodi (1979-1982)
- Peter Cook & Co., regia di Paul Smith – film TV (1980)
- The Black Adder – serie TV, 6 episodi (1983)
- Blackadder II – serie TV, 6 episodi (1986)
- Blackadder the Third – serie TV, 6 episodi (1987)
- Blackadder Goes Forth – serie TV, 6 episodi (1989)
- Mr. Bean – serie TV, 14 episodi (1990-1995)
- Bernard and the Genie, regia di Paul Weiland – film TV (1991)
- Sbirri da sballo (The Thin Blue Line) – serie TV, 14 episodi (1995-1996)
- The Dame Edna Treatment – serie TV, 1 episodio (2007)
- Tak & the Power of Juju – serie TV, 1 episodio (2008)
- Maigret – serie TV, 4 episodi (2016-2017)
- Man vs. Bee – serie TV, 9 episodi (2022)

### Doppiatore
- Il re leone (The Lion King), regia di Roger Allers e Rob Minkoff (1994)
- Mr. Bean – serie TV (2002-2004; 2015-2019)

### Sceneggiatore

#### Cinema
- Mr. Bean - L'ultima catastrofe (Bean: The Ultimate Disaster Movie), regia di Mel Smith (1997)
- Mr. Bean's Holiday, regia di Steve Bendelack (2007)
- Johnny English - La rinascita (Johnny English Reborn), regia di Oliver Parker (2011)

### Produttore

#### Cinema
- Mr. Bean - L'ultima catastrofe (Bean: The Ultimate Disaster Movie), regia di Mel Smith (1997)
- Johnny English - La rinascita (Johnny English Reborn), regia di Oliver Parker (2011)
- Johnny English colpisce ancora (Johnny English Strikes Again), regia di David Kerr (2018)

## Doppiatori italiani
Nelle versioni in italiano delle opere in cui ha recitato, Rowan Atkinson è stato doppiato da:
- Oliviero Dinelli in Mr. Bean - L'ultima catastrofe, Scooby-Doo, Maybe Baby, Johnny English, Love Actually - L'amore davvero, La famiglia omicidi, Mr. Bean's Holiday, Top Gear, Johnny English - La rinascita, Johnny English colpisce ancora, Man vs. Bee, Wonka
- Marco Mete in Chi ha paura delle streghe?, Maigret
- Giorgio Bonino in Sbirri da sballo
- Massimo Giuliani in Mai dire mai
- Tonino Accolla in Hot Shots! 2
- Mario Cordova in Quattro matrimoni e un funerale
- Massimo Lodolo in Rat Race

Da doppiatore è sostituito da:
- Roberto Del Giudice ne Il re leone
- Oliviero Dinelli in Mr. Bean (repliche Boing)